# Sheyi Ojo
Oluwaseyi Babajide "Sheyi" Ojo (Hemel Hempstead, Anglia, 1997. június 19. –) angol labdarúgó, a Cardiff City játékosa.

## Pályafutása

### Milton Keynes Dons
Ojo tízéves korában csatlakozott a Milton Keynes Dons ifiakadémiájához. Három évvel később már az U18-as csapat tagja volt és a felnőtt játékosok között edzett. Ő lett az MK Dons történetének első ifije, aki bekerült valamelyik korosztályos angol válogatottba.

### Liverpool
2011. november 11-én a Liverpool leigazolta a 14 éves Ojót. A hírek szerint 2 millió fontot fizettek a játékosért, akit több európai topcsapat is szeretett volna megszerezni, közülük a Chelsea szintén milliós nagyságrendű ajánlatot tett érte. 2014 áprilisában Harry Wilsonnal holtversenyben gólkirály lett az U17-es Future Cup kupasorozatban. Miután több alkalommal is leülhetett a cserepadra az első csapat meccsein, Ojo 2015. február 2-án kölcsönben a Wigan Athletichez igazolt. Öt nappal később csereként beállva mutatkozott be, egy Bournemouth elleni bajnokin. Végül a mérkőzés legjobbjának is megválasztották. Összesen 11 bajnokin kapott lehetőséget a Wiganben.
Augusztus 2-án győztes gólt szerzett a Liverpoolban, egy Swindon Town elleni barátságos meccsen. Két nappal később a vörös mezes klub bejelentette, hogy új, hosszú távra szóló szerződést kötött Ojóval, valamint azt is, hogy a teljes 2015/16-os szezonra kölcsönadta a másodosztályú Wolverhampton Wanderersnek. A szezon első mérkőzésén, a Blackburn Rovers ellen debütált, a 84. percben csereként beállva. Három nappal később, a Newport County elleni Ligakupa-meccsen kezdőként kapott lehetőséget és gólpasszt adott.
2016 januárjában idő előtt visszahívta magához a Liverpool. Január 8-án, egy Exeter City elleni FA Kupa-találkozón bemutatkozhatott az első csapatban. A találkozó újrajátszásán megszerezte első gólját is a klubnál, hozzájárulva a 3-0-s győzelemhez. A Premier League-ben március 20-án, a Southampton ellen játszhatott először, Joe Allent váltva a 87. percben. Április 10-én, a Stoke City elleni bajnokin a kezdőcsapatba nevezték. A 4-1-re megnyert mérkőzésen gólpasszt adott Daniel Sturridge-nek. A 2016-17-es szezon előtt hátsérülést szenvedett, mely olyan súlyos volt, hogy 2016 novemberének közepéig nem tért vissza a pályára. 2017. augusztus 16-án kölcsönbe szerződött a Fulham csapatához, ahova egy szezonra írt alá. 24 mérkőzésen szerepelt, melyeken négy gólt szerzett. Liverpoolba való visszatérése után a Reims-hez került, ahol az első és a második csapat között ingadozott, előbbiben 18, utóbbiban 3 találkozón lépett pályára, összesen két gólig jutott. Ezután a Rangers-hez szerződött, a skót csapatban a 2019-20-as idényben 33 mérkőzésen öt alkalommal talált be.

### A válogatottban
Ojo Angliában született, de nigériai felmenőkkel rendelkezik, így az angol és a nigériai válogatottban is szerepelhet. 2012-ben, 15 évesen tagja volt az angol U17-es válogatott keretének, mely részt vett a St Georges Park Tournamenten. Két évvel később az Algarve Tournamenten is részt vett, ahol az angol U17-es csapat a második helyen végzett, a németektől kikapva a döntőben.
2014 szeptemberében megkapta első behívóját az U18-as válogatottba, egy Hollandia elleni kétfordulós találkozóra. Mindkét meccsen pályára lépett, csapata pedig 7-2-es összesítéssel jutott tovább. 2015. augusztus 27-én bekerült az U19-es angol válogatott keretébe, majd néhány nappal később be is mutatkozhatott, egy Németország ellen 3-2-re megnyert találkozón. Később Franciaország ellen két gólpasszal járult hozzá csapata 2-1-es győzelméhez. A 2017-es U20-as világbajnokságra meghívást kapott a keretbe, az elődöntőben két gólpassz fűződött a nevéhez, a döntőben pedig, Venezuela legyőzésével, Anglia első világversenyén tudott győzedelmeskedni az 1966-os világbajnokság óta. 2018 szeptemberében bejelentette, hogy amennyiben a jövőben a nigériai válogatottnak szüksége lesz rá, készségesen rendelkezésükre fog állni.

## Sikerei
Anglia U20
- U20-as világbajnok: 2017